# Кампус (Илиноис)
Кампус (енгл. Campus) град је у америчкој савезној држави Илиноис.

## Демографија
По попису из 2010. године број становника је 166, што је 21 (14,5%) становника више него 2000. године.
| Група             | 2000.       | 2010.       |
| Белци             | 143 (98,6%) | 160 (96,4%) |
| Афроамериканци    | 0 (0,0%)    | 0 (0,0%)    |
| Азијати           | 0 (0,0%)    | 0 (0,0%)    |
| Хиспаноамериканци | 2 (1,4%)    | 6 (3,6%)    |
| Укупно            | 145         | 166         |